# Kangla Tarbo 1
Der Kangla Tarbo 1 ist ein 6.315 m hoher Berg im Himalaya im Distrikt Lahaul und Spiti (Himachal Pradesh).
Der Berg wurde erstmals am 9. September 2000 von einer Expedition des Irish Mountaineering Club unter der Leitung von Paddy O’Leary bestiegen.